# Список лучших альбомов США 2016 года (Billboard)
Список лучших альбомов США 2016 года (Billboard Year End Charts) — итоговый список наиболее популярных альбомов журнала Billboard по данным продаж за 2016 год.

## Общие сведения
Традиционно, итоговый список Top Billboard 200 Albums (Year End Charts) подсчитывается по финансовым результатам с ноября по ноябрь, поэтому вышедшие в конце года альбомы в формально итоговый чарт не попали. Данные с учётом всего календарного года отличаются.

## История
| Место | Альбом                          | Исполнитель            | Примечания                                              |
| ----- | ------------------------------- | ---------------------- | ------------------------------------------------------- |
| 1     | «25»                            | Адель                  | #1 Digital Albums                                       |
| 2     | «Views»                         | Дрейк                  | #1 R&B/Hip-Hop Albums, #1 Rap Albums, #2 Digital Albums |
| 3     | «Purpose»                       | Джастин Бибер          |                                                         |
| 4     | «Lemonade»                      | Бейонсе                | #1 R&B Albums, #2 R&B/Hip-Hop Albums                    |
| 5     | «Anti»                          | Рианна                 | #3 R&B/Hip-Hop Albums                                   |
| 6     | «Blurryface»                    | Twenty One Pilots      | #1 Top Rock Albums                                      |
| 7     | «Traveller»                     | Крис Стэплтон          | #1 Country Albums                                       |
| 8     | «Made in the A.M.»              | One Direction          |                                                         |
| 9     | «Beauty Behind the Madness»     | The Weeknd             |                                                         |
| 10    | «Hamilton: an American Musical» | Original Broadway Cast |                                                         |